# Canadian Baseball Hall of Fame
Die Canadian Baseball Hall of Fame and Museum (französisch: Temple de la renommée du baseball canadien) ist ein Museum in St. Marys, Ontario, Kanada. Das Museum erinnert an große Spieler, Teams und Errungenschaften des kanadischen Baseballs.

## Geschichte
Das Museum wurde im November 1982 in Toronto am Exhibition Place gegründet und zog später in den Ontario Place Themenpark um. Im August 1994 wurde es nach St. Marys, Ontario, verlegt und im Juni 1998 wurden die Türen in St. Marys offiziell eröffnet. Am 23. November 2017 begannen die Bauarbeiten für eine 230 m² große Erweiterung des Museums, die ein Archiv, eine Bibliothek, einen neuen Eingang und ein Auditorium mit Ausstellungsfläche umfasst. Das neu gestaltete Museum wurde am 27. April 2019 für die Öffentlichkeit geöffnet.
Die Hall of Fame und das Museum widmet sich der Bewahrung des kanadischen Baseballs, das bis zum 4. Juni 1838 zurückreicht, als in Beachville, Ontario, ein Spiel ausgetragen wurde, das dem heutigen Baseball sehr ähnlich war.
Im Jahr 2021 wurde Helen Callaghan, die in der All-American Girls Professional Baseball League (AAGPBL) gespielt hatte, als erste Frau einzeln in die Canadian Baseball Hall of Fame aufgenommen. Zuvor hatte die Hall of Fame 1998 alle kanadischen Frauen, die in der AAGPBL gespielt hatten, als Gruppe aufgenommen.
Anfang 2022 wurde die Hall of Fame kritisiert, weil sie die Chatham Coloured All-Stars, das erste schwarze Team, das einen Titel der Ontario Baseball Association gewann, nicht aufgenommen hatte.

## Mitglieder der Hall of Fame
In der Regel sind Mitglieder in der Hall of Fame einzelne Personen, die sich als Sportler oder in einer anderen Funktion um den kanadischen Baseball verdient gemacht haben.
Gelegentlich werden jedoch nicht nur einzelne Personen, sondern ganze Gruppen oder Mannschaften in die Hall of Fame aufgenommen. Aktuell gehören dazu:
- alle Frauen die in der AAGPBL,
- Asahi Baseball Team,
- Beachville und Zorra Amateur Teams,
- London Tecumsehs,
- Goldmedaillenteam der Junioren-Baseball-Weltmeisterschaft von 1991,
- Goldmedaillenteam der Panamerikanische Spiele 2011,
- Goldmedaillenteam der Panamerikanische Spiele 2015